# Calytrix ecalycata
Calytrix ecalycata är en myrtenväxtart som beskrevs av Lyndley Alan Craven. Calytrix ecalycata ingår i släktet Calytrix och familjen myrtenväxter.
Artens utbredningsområde är Western Australia.

## Underarter
Arten delas in i följande underarter:
- C. e. brevis
- C. e. ecalycata
- C. e. pubescens